# Tetraidrosarcinapterina sintasi
La tetraidrosarcinapterina sintasi (EC 6.3.2.33, H4MPT:alfa-L-glutammato ligasi, MJ0620, proteina MptN ) è un enzima con nome sistematico tetraidrometanopterina:alfa-L-glutammato ligasi (ADP-produttore). Questo enzima catalizza la seguente reazione chimica:
ATP + tetraidrometanopterina + L-glutammato {\displaystyle \rightleftharpoons } ADP + fosfato + 5,6,7,8-tetraidrosarcinapterina
Questo enzima catalizza la biosintesi del 5,6,7,8-tetraidrosarcinapterina.